# Otherkin (groupe)
 (mai 2021).
Si vous disposez d'ouvrages ou d'articles de référence ou si vous connaissez des sites web de qualité traitant du thème abordé ici, merci de compléter l'article en donnant les références utiles à sa vérifiabilité et en les liant à la section « Notes et références ».
Otherkin est un groupe de rock garage irlandais de Dublin actif entre 2014 et 2019. Remarqué pour leurs spectacles «incendiaires», ils ont soutenu Guns N 'Roses au Slane Castle en 2017,,,.

## Carrière
Otherkin a été fondé en 2014 ; ils ont cité The Clash, Queens of the Stone Age, The Ramones et Blur comme influences. Leur premier album, OK, est sorti en 2017; il a été nommé pour le Choice Music Prize. Ils se sont séparés en 2019.

## Membres du groupe
Les membres du groupe sont : 
- Luke Reilly (chant, guitare)
- Conor Andrew Wynne (guitare solo)
- David Anthony (guitare basse)
- Rob Summons (batterie)

## Discographie

### EP
- 2015 : Le 201
- 2016 : Le nouveau vice
- 2019 : Rêve électrique

### Albums studio
- 2017 : OK

### Albums en direct
- 2018 : Deutschland KO